# Inscripcions de l'Orkhon
Les inscripcions de l'Orkhon, o Runes túrquiques, són les més antigues mostres conegudes d'escriptura en llengües pertanyents a la gran família lingüística de les llengües túrquiques, branca altaica, l'àrea geogràfica de les quals s'estén des de l'occident de la Xina fins als Balcans, per la qual cosa els seus primers escrits apareixen a l'interior de l'Àsia central. Van ser escrites en el que actualment s'anomena la inscripció de l'Orkhon, esculpida en dos monuments erigits a la Vall de l'Orkhon entre els anys 732 i 735 en honor de dos prínceps köktürks anomenats Kütigin i Bilge Kagan.
Les inscripcions van ser descobertes per l'expedició de Nikolai Iàdrintsev el 1889, publicades per Vassili Ràdlov i desxifrades pel filòleg danès Vilhelm Thomsen el 1893. L'escriptura és molt semblant a l'apareguda en monuments de l'època de Tu-jue (突厥 pinyin tu2 jue2), a la Xina durant la Dinastia Tang.